# وکسی
وکسی (به فرانسوی: Vaxy) یک کمون در فرانسه است که در Canton of Château-Salins واقع شده‌است.

## خصوصیات
وکسی ۵٫۳۱ کیلومترمربع مساحت و ۱۳۴ نفر جمعیت دارد و ۲۲۳ متر بالاتر از سطح دریا واقع شده‌است.